# Agrostis venezuelana
Agrostis venezuelana är en gräsart som beskrevs av Carl Christian Mez. Agrostis venezuelana ingår i släktet ven, och familjen gräs.
Artens utbredningsområde är Venezuela. Inga underarter finns listade i Catalogue of Life.